# Ybl Miklós Pénzügyi és Számviteli Szakközépiskola
Az Ybl Miklós Pénzügyi és Számviteli Szakközépiskola 2003-ban kezdte meg működését Székesfehérváron III. Béla király tér 1. szám alatt a Barátság Házában. Az iskola ettől az évtől indítja folyamatosan a Budapesti Gazdasági Főiskola által akkreditált pénzügy és számviteli felsőfokú szakképzéseket nappali illetve levelező tagozaton egyaránt.

## Az iskola története
Az Ybl Miklós Szakközépiskolát létrehozó Stúdió Fehérvár Oktatási Nonprofit Kft. jogelődje 2001-ben alakult. Célja, hogy a szakképzési és felnőttképzési területen minőségi illetve piacképes oktatást nyújtson a régióban, és az ország egész területén egyaránt. Fő tevékenysége az oktatásszervezés, szakképzés, tanfolyamszervezés és a vállalkozásfejlesztés. Legfontosabb feladata a Budapesti Gazdasági Főiskola által akkreditált pénzügyi felsőfokú szakképzések megszervezése és lebonyolítása. Ez utóbbi tevékenység céljából alapította meg az Ybl Miklós Pénzügyi és Számviteli Szakközépiskolát, amely intézményi keretet biztosít az érettségi utáni szakképzésnek.
Az Ybl Miklós Szakközépiskola 2003 óta folytat elsősorban banki és számviteli szakügyintéző képzéseket, melynek célja kettős: egyrészt olyan piacképes és gyakorlatorientált szakmát ad az érettségizett tanulóknak, aminek segítségével sokkal jobb eséllyel indulnak a munkaerőpiacon, mint hasonló végzettségű társaik, másrészt olyan felsőfokú, főiskolai szintet elérő oktatás folyik az intézményben, amely a továbbtanulni szándékozó diákokat felkészíti a felsőfokú oktatásban folyó munkára.

## Tagintézmények
Az Ybl Miklós Szakközépiskola jelenleg a székesfehérvári székhelyen túl további 3 tagintézményben folytat nappali rendszerű és esti, levelező képzéseket.
Az Ybl Miklós Szakközépiskola tagintézményei
- Csongrádi Tagintézmény - 6640 Csongrád, Kossuth tér 7.
- Komáromi Tagintézmény	- 2900 Komárom, Klapka György út 56.
- Szekszárdi Tagintézmény - 7100 Szekszárd, Pázmány tér 4.

Az elmúlt évek során csak Székesfehérváron több száz fiatal szerzett szakmát az Ybl Miklós Szakközépiskolában. Ennek következtében az iskola folyamatosan építette ki tagintézményi rendszerét azért, hogy minél szélesebb kört elérve tudja biztosítani a felsőfokú szakképzést a régióban és az ország területén egyaránt. Az esti munkarend szerinti oktatás folytató tagintézmények sorában először 2004-ben indult Csongrádon és Komáromban a képzés, majd ezt követte 2005-ben siófoki, 2006-ban pedig szekszárdi tagintézmény elindítása. A fenti tagintézményekben az esti tagozatos képzések indításával elsősorban a felnőtt, szakmával nem, de munkahellyel rendelkező lakosságot célozzák meg.

## Egyéb tevékenységek
Az Ybl Miklós Szakközépiskola egyik fontos célja nyelvi képzés fejlesztése: az iskolában tanuló diákok térítésmentesen vehetik igénybe az emelt szintű és óraszámú idegen nyelvű oktatást és nyelvvizsgát is tehetnek ezekből. Az iskolában  lehetőség nyílik államilag elismert nyelvvizsga tételére angol és német nyelvből, mindhárom szinten.
Az oktatási tevékenységhez kapcsolódik a szakközépiskolai tanulóknak nyújtott ingyenes munkaerő piaci tanácsadás, ezen belül pályaorientációs tanácsadás pályakezdőknek, komplex személyiség-elemzés a sikeres elhelyezkedés érdekében, és lehetőség szerint munkaerő-közvetítés, a partnercégek körében.
Az intézmény másik tevékenysége a tanfolyamszervezés, melynek keretein belül az iskola különböző vállalkozásfejlesztési és gazdasági, valamint idegen nyelvi ismereteket nyújtó tanfolyamok szervezésében vesz részt, ezzel segítve elsősorban a térség vállalkozóit, a szakképzésbe bekapcsolódni kívánókat, illetve a speciális tudást igénylőket. A szakközépiskola kiváló kapcsolatokat ápol a régióban működő vállalkozásokkal és pénzintézetekkel, amelyek gyakorlati helyet biztosítanak tanulóinknak.

## Szakképzések

### Akkreditált felsőfokú szakképzések
- Banki szakügyintéző (OKJ 55 343 01 0010 55 01 – 2 év)
- Értékpapírpiaci szakügyintéző (OKJ 55 343 01 0010 55 02 – 2 év)
- Gazdálkodási menedzserasszisztens (OKJ 55 343 01 0010 55 03 - 2 év)
- Pénzügyi szakügyintéző (OKJ 55 343 01 0010 55 04 – 2 év)
- Projektmenedzser-asszisztens (OKJ 55 343 01 0010 55 – 2 év)
- Számviteli szakügyintéző (OKJ 55 343 01 0010 55 06 – 2 év)
- Adóigazgatási szakügyintéző (OKJ 55 344 01 0010 55 01 – 2 év)
- Költségvetés-gazdálkodási szakügyintéző (OKJ 55 344 01 0010 55 02 – 2 év)
- Informatikai statisztikus és gazdasági tervező (OKJ 55 481 02 – 2 év)

### Emelt szintű szakmai képzés
- Külkereskedelmi üzletkötő (OKJ 54 3433 03 - 2 év)

### Középfokú képzés
- Külkereskedelmi ügyintéző (OKJ 52 3433 01 – 1év)

## Külső hivatkozások
- A Szakközépiskola honlapja